# La Celle-Saint-Cyr
La Celle-Saint-Cyr – miejscowość i gmina we Francji, w regionie Burgundia-Franche-Comté, w departamencie Yonne.
Według danych na rok 1990 gminę zamieszkiwały 682 osoby, a gęstość zaludnienia wynosiła 37 osób/km² (wśród 2044 gmin Burgundii La Celle-Saint-Cyr plasuje się na 349. miejscu pod względem liczby ludności, natomiast pod względem powierzchni na miejscu 506.).